# Cratere Serapis
Serapis è un cratere sulla superficie di Ganimede.